# Маратон човек против коња
Маратон човек против коња је годишњи маратон, са такмичарима људима и јахаћим коњима, који се одржава у велшком граду, Ланвртид Велс (Llanwrtyd Wells).
Такмичење је започело 1980. године, када је локални земљопоседник Гордон Грин начуо дискусију између двојице људи у његовом пабу, Нојад Армс (Neuadd Arms). Један од људи је тврдио да је на великој дистанци у природи човек једнак било ком коњу. Грин је одлучио да се овај изазов испроба пред јавношћу, и организовао је прву трку.
Ово није био први пут да се човек тркао са коњем - прича се да се у 18. веку, човек под именом Гуто Нит-Бран (Guto Nyth-Brân) тркао са коњем у бившој велшкој грофовији Кардиганшир (Cardiganshire) и победио.

## Историја трке
Године 1982, рута је благо измењена, да би такмичари били подједнакији. Стаза је мало краћа од традиционалног маратона од 22 mi (35 km), али је терен грубљи. 1985, и бициклистима је било допуштено учешће - и те године, америчка шампионка у бициклизму, Џеки Фелан (Jacqui Phelan) је тесно изгубила од првог коња. 1989, британски бициклиста, Тим Гулд (Tim Gould) је победио првог коња за три минута - први пут да је човек победио коња у трци.
Године 1994, брдским бициклима је забрањено даље такмичење, јер британски закон не дозвољава трку бициклима по овим стазама.
Године 2004, на 25. трци је победио Хав Лоб (Huw Lobb), са временом од 2 сата, 5 минута и 19 секунди. То је био први пут да човек који трчи победи на трци, и стога је Лоб освојио награду од 25000 фунти (која је расла за 1,000£ годишње од оснивања такмичења да би тркач победник добио целу награду). Ова трка је такође имала и највише такмичара; 500 тркача и 40 коња. 